# Linus Rönnqvist
Linus Rönnqvist, född 1988, är en svensk bandyspelare. Han är en mittfältare som representerar Gripen Trollhättan BK sedan säsongen 2015/2016. Han har tidigare spelat i Hammarby IF, Sandvikens AIK och sin moderklubb Kalix BF.
Rönnqvist lämnade Kalix för att gå på bandygymnasiet i Sandviken där han spelade juniorbandy utan att få chansen i seniorlaget.
Han flyttade till Stockholm och Hammarby 2006.
Efter att ha tagit en ordinarie plats i laget 2007-08 så tappade han den säsongen efter när Kalle Spjuth, Jesper Eriksson och Robin Sundin valde att flytta tillbaka till Hammarby från ryska Uralsky Trubnik.
Han valde då att bryta med Hammarby och acceptera ett kontrakt från Villa Lidköping där han direkt tog en plats som defensiv mittfältare.
25 mars 2012 fick han spela sin första sm-final i bandy när Villa förlorade mot Sandviken med 6-5.
Säsongen 2012-13 gjorde han sin 100:e match för Villa Lidköping.
2014 skrev han på ett nytt ettårskontrakt med Villa Lidköping
2015 blev det klart att han lämnar Villa för spel i Gripen Trollhättan BK.
Linus Rönnqvist spelar nu som lagkapten för Gripen Trollhättan BK.

## Klubbkarriär
| 2005–06    | Sandvikens AIK  | U20        | -   | - | -  | -  | -   | -  | - | - | - | -   |
| 2006–07    | Hammarby        | SEL        | 16  | 0 | 1  | 1  | 10  | 3  | 0 | 0 | 0 | 0   |
| 2007–08    | Hammarby        | SEL        | 23  | 1 | 4  | 5  | 50  | 7  | 0 | 0 | 0 | 10  |
| 2008–09    | Hammarby        | SEL        | 7   | 0 | 0  | 0  | 20  | -  | - | - | - | -   |
| 2008–09    | Villa Lidköping | SEL        | 15  | 0 | 0  | 0  | 60  | -  | - | - | - | -   |
| 2009–10    | Villa Lidköping | SEL        | 25  | 1 | 5  | 6  | 110 | 8  | 0 | 0 | 0 | -   |
| 2010–11    | Villa Lidköping | SEL        | 25  | 2 | 2  | 4  | 40  | 8  | 1 | 2 | 3 | 10  |
| 2011–12    | Villa Lidköping | SEL        | 26  | 1 | 8  | 9  | 110 | 8  | 1 | 1 | 2 | 50  |
| 2012–13    | Villa Lidköping | SEL        | 26  | 1 | 4  | 5  | 60  | 8  | 0 | 1 | 1 | 50  |
| 2013–14    | Villa Lidköping | SEL        | 24  | 2 | 3  | 5  | 120 | 6  | 0 | 1 | 1 | 20  |
| 2014–15    | Villa Lidköping | SEL        | 21  | 0 | 2  | 2  | 40  | 6  | 0 | 1 | 1 | 20  |
| SEL totalt | SEL totalt      | SEL totalt | 208 | 8 | 29 | 37 | 620 | 48 | 2 | 6 | 8 | 160 |
| U20 totalt | U20 totalt      | U20 totalt | -   | - | -  | -  | -   | -  | - | - | - | -   |

statistik uppdaterad 2015-07-26